# Volcán Cay
El Cay es un Estratovolcán inactivo de 2.090m sobre el nivel del mar, ubicado en el sur de Chile junto con su vecino el Volcán Macá, ambos se ubican en la Zona volcánica sur.
Se encuentra en la Región Aysén del General Carlos Ibáñez del Campo y en contacto con la falla Liquiñe-Ofqui en el cinturón volcánico de los Andes .

## Composición
El Volcán está compuesto por basalto y dacita y no tiene evidencia de Actividad en el Holoceno, aunque expertos datan de una erupción en la misma fecha.